# انکا گئورگیوا
انکا گئورگیوا (انگلیسی: Anka Georgieva; ۱۸ مهٔ ۱۹۵۹ – ) قایقران روئینگ اهل بلغارستان بود.
وی در مسابقات کشوری و بین‌المللی در مجموع برندهٔ ۱ مدال طلا، ۱ مدال برنز شده‌است.